# Laurie Metcalf
Pour les articles homonymes, voir Metcalf.
Laura Elizabeth Metcalf, dite Laurie Metcalf, est une actrice américaine née le 16 juin 1955 à Carbondale, dans l'Illinois. Elle est connue notamment pour son rôle dans la série Roseanne, où elle jouait la sœur de l’héroïne (de 1988 à 1997 et en 2018), pour celui de Carolyn Bigsby, l'épouse du directeur du supermarché, dans Desperate Housewives, pour celui de Madame Loomis dans Scream 2 ou encore pour celui de Mary Cooper, la mère de Sheldon Cooper dans la série The Big Bang Theory, de 2007 à 2019. Egalement active au cinéma, la comédienne a assuré de solides seconds rôles sous la direction de réalisateurs tels que John Hughes, John Schlesinger, Oliver Stone, Michael Apted, Mike Figgis, Wes Craven, Warren Beatty, Garry Marshall ou Greta Gerwig.

## Biographie
Sa fille est Zoe Perry, actrice également, et joue le rôle de Mary Cooper jeune dans « Young Sheldon »

## Filmographie

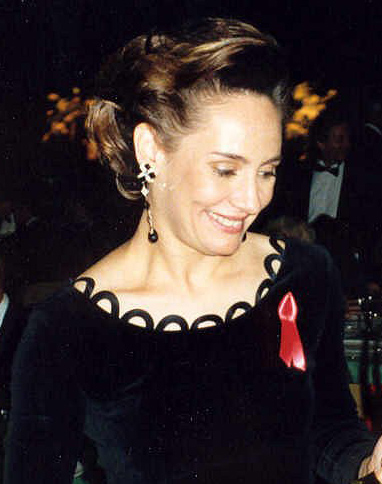
Laurie Metcalf en 1992.

### Cinéma
- 1985 : Recherche Susan désespérément de Susan Seidelman : Leslie Glass
- 1987 : Et la femme créa l'homme parfait : Sandy
- 1988 : The Appointments of Dennis Jennings de Dean Parisot : Emma
- 1988 : Candy Mountain de Robert Frank et Rudy Wurlitzer (en) : Alice
- 1988 : Un Anglais à New York de Pat O'Connor : Melissa
- 1988 : Rien à perdre de Gary Sinise : la danseuse exotique
- 1989 : L'Oncle Buck de John Hughes : Marcie Dahlgren-Frost
- 1990 : Affaires privées de Mike Figgis : Amy Wallace
- 1990 : Fenêtre sur Pacifique de John Schlesinger : Stephanie MacDonald
- 1991 : JFK d'Oliver Stone : Susie Cox
- 1992 : Hollywood Mistress de Barry Primus : Rachel Landisman
- 1993 : Une femme dangereuse de Stephen Gyllenhaal : Anita Bell
- 1994 : The Secret Life of Houses : Ann
- 1994 : Blink de Michael Apted : Candice
- 1995 : Leaving Las Vegas de Mike Figgis : Landlady
- 1995 : Toy Story de John Lasseter : Madame Davis (voix)
- 1996 : Escroc malgré lui de Garry Marshall : Rebecca Frazen
- 1997 : U-Turn d'Oliver Stone : l'employée de la station de bus
- 1997 : Scream 2 de Wes Craven : Debbie Salt
- 1998 : Chicago Cab de Mary Cybulski (en) et John Tintori (en) : Female Ad Exec
- 1998 : Bulworth de Warren Beatty : Mimi
- 1999 : Just Married (ou presque) de Garry Marshall : Betty Trout
- 1999 : Toy Story 2 de John Lasseter, Ash Brannon et Lee Unkrich : Madame Davis (voix)
- 2002 : La Planète au trésor : Un nouvel univers de Ron Clements et John Musker : Sarah Hawkins (voix)
- 2007 : Mère-fille, mode d'emploi de Garry Marshall : Paula
- 2008 : Stop-Loss de Kimberly Peirce : Mme Colson
- 2010 : Toy Story 3 de Lee Unkrich : Madame Davis (voix)
- 2017 : Lady Bird de Greta Gerwig : Marion McPherson

### Télévision

#### Téléfilms
- 1985 : The Execution of Raymond Graham de Daniel Petrie : Carol Graham
- 1998 : Prisonniers sans chaînes (en) : Halley Grimes
- 1998 : Le Train de l'enfer de Joseph Sargent : Carolyn McCarthy
- 1999 : La Ferme aux ballons (en) : Casey Johnson

#### Séries télévisées
- 1981 : Saturday Night Live : divers personnages
- 1988-1997 : Roseanne : Jackie Harris
- 1999 : The Norm Show : Laurie Freeman
- 2000 : Dieu, le diable et Bob : Donna Allman (voix)
- 2003 : Charlie Lawrence (en) : Sarah Dolecek
- 2004 : Malcolm : Susan Welker, la sœur de Loïs
- 2005 : FBI : Portés disparus, épisode De l'autre côté : Susan Hopkins
- 2006 : Monk : Cora
- 2006 : Grey's Anatomy : Beatrice Carver
- 2006 : Desperate Housewives : Carolyn Bigsby
- 2007- 2019 : The Big Bang Theory : Mary Cooper, la mère de Sheldon
- 2008 : Easy Money (en) : Bobette Buffkin
- 2013-2015 : The Goodwin Games : Dr Richland
- 2013 : Getting on (en) : Dr Jenna James
- 2014-2015 : Les McCarthy : Marjorie McCarthy
- 2016 : Horace and Pete, Épisode 3 (en) : Sarah
- 2018 : Supergirl : Mary McGowan
- 2018 : Roseanne : Jackie Harris
- 2021 : Queer Force : directrice adjointe V (voix)
- 2022 : The Dropout : Phyllis Gardner
- 2022 : Hacks : Weed
- 2024 : Elsbeth, épisode Les Feux de la mort (Toil and Trouble) (en) : Regina Coburn
- 2025 : Monstre : L'Histoire d'Ed Gein : Augusta Gein

## Voix françaises
| - Isabelle Ganz dans : - Roseanne - Toy Story (voix) - Toy Story 2 (voix) - La Ferme aux ballons - Desperate Housewives - Toy Story 3 (voix) - Les McCarthy - Toy Story 4 (voix) - Véronique Augereau dans : - JFK - Troisième planète après le Soleil - The Big Bang Theory - The Dropout - Carol et la fin du monde (en) (voix) - Elsbeth - Frédérique Tirmont dans : - Affaires privées - Fenêtre sur Pacifique - Malcolm | - Anne Jolivet dans : - Recherche Susan désespérément - Getting On - Josiane Pinson dans : - Scream 2 - Grey's Anatomy Et aussi - Laurence Crouzet dans Et la femme créa l'homme parfait - Évelyn Séléna dans L'Oncle Buck - Marie Vincent dans Hollywood Mistress - Laure Sabardin dans Escroc malgré lui - Béatrice Delfe dans Le Train de l'enfer - Françoise Cadol dans Just Married (ou presque) - Élisabeth Fargeot dans The Norm Show - Ninou Fratellini dans La Planète au trésor : Un nouvel univers (voix) - Virginie Méry dans Bienvenue chez les Robinson (voix) - Marie Zidi dans Queer Force (voix) |